# ريت بيرنستاين
ريت بيرنستاين (بالنرويجية البوكمول: Rhett Bernstein)‏ هو لاعب كرة قدم نرويجي في مركز الدفاع، ولد في 10 سبتمبر 1987 في سان دييغو في الولايات المتحدة. لعب مع نادي ميوندالن.